# آمودو عبدولی
آمودو عبدولی (انگلیسی: Amodou Abdullei؛ زادهٔ ۲۰ دسامبر ۱۹۸۷) بازیکن فوتبال اهل نیجریه است.
از باشگاه‌هایی که در آن بازی کرده‌است می‌توان به باشگاه فوتبال اف۹۱ دودلانژ اشاره کرد.